# Triebendorf
Triebendorf ist eine ehemalige selbständige Gemeinde mit 127 Einwohnern (Stand: 1. Jänner 2022) im Gerichtsbezirk bzw. Bezirk Murau in der Steiermark. Mit 1. Jänner 2015 wurde sie im Rahmen der Gemeindestrukturreform in der Steiermark mit den vordem ebenfalls selbständigen Gemeinden Laßnitz bei Murau und Stolzalpe der Gemeinde Murau angeschlossen.

## Geografie

### Geografische Lage
Triebendorf liegt ca. 6 km östlich von Murau.

### Ortsgliederung
Die Gemeinde Triebendorf bestand aus der Katastralgemeinde Triebendorf.

### Nachbarorte und -gemeinden
- Stolzalpe
- Sankt Peter am Kammersberg
- Frojach-Katsch
- Sankt Blasen
- Laßnitz bei Murau

## Geschichte
Das früheste Schriftzeugnis ist von 1320 und lautet „Tribendorf“. Der Name geht auf slawisch trebiti (roden) zurück.
Die politische Gemeinde Triebendorf wurde 1849/50 errichtet.
Mit 31. Dezember 2014 wurde sie im Rahmen der Steiermärkischen Gemeindestrukturreform aufgelöst und Murau eingemeindet.

## Wirtschaft und Infrastruktur
Laut Arbeitsstättenzählung 2001 gab es 6 Arbeitsstätten mit 22 Beschäftigten im Ort sowie 56 Auspendler und 14 Einpendler. Weiters gab es 13 land- und forstwirtschaftliche Betriebe (davon 10 im Haupterwerb), die zusammen 648 ha bewirtschaften (Stand 1999).

## Politik

### Gemeinderat
Der mit 31. Dezember 2014 aufgelöste Gemeinderat bestand aus 9 Mitgliedern und setzte sich seit der Gemeinderatswahl 2010 aus Mandataren der folgenden Parteien zusammen:
- 7 ÖVP
- 2 SPÖ

### Bürgermeister
Bürgermeister war bis 31. Dezember 2014 Thomas Tausch (ÖVP)

### Wappen
Die Verleihung des Gemeindewappens erfolgte mit Wirkung vom 1. Juni 1999.
Wappenbeschreibung: In einem durch zwei goldene Wellenleisten von Blau und Rot und Rot und Blau geteilten Schild ein goldener Balken, darin ein blaues Seeungeheuer mit einem Adlerkopf mit Ohren, mit Flügel, Löwenklauen und doppeltem Delphinschwanz.